# جيفري إبستين
جيفري إبستين (بالإنجليزية: Jeffrey Epstein)، هو رجل أعمال وملياردير أمريكي وُلد في 20 يناير 1953 في بروكلين، الولايات المتحدة.  بدأ مسيرته المهنية في مجال التمويل لدى بنك الاستثمار بير شتيرنز، ثم أسس شركته الخاصة "ج. إبستين وشركاه". كان إبستين معروفًا بعلاقاته الواسعة مع عدد من الشخصيات البارزة في الأوساط المالية والسياسية والثقافية.
في أبريل 2005، فتحت شرطة بالم بيتش بولاية فلوريدا تحقيقًا مع إبستين بعد بلاغ من أحد الوالدين حول تحرشه بابنتهما البالغة من العمر 14 عامًا. بعد سلسلة من التحقيقات والإجراءات القضائية، أقر إبستين بالذنب وأُدين في 30 يونيو 2008 بتهمة استدراج قاصر لممارسة الدعارة، وقضى نحو 13 شهرًا في السجن مع السماح له بالخروج للعمل، وذلك ضمن صفقة قضائية. وأكدت التحقيقات الفيدرالية أن هناك 36 ضحية على الأقل، بعضهن لم تتجاوز أعمارهن 14 عامًا.
في 6 يوليو 2019، أُلقي القبض على إبستين مجددًا بتهم اتحادية تتعلق بالاتجار الجنسي بالقاصرين في ولايتي فلوريدا ونيويورك. وفي 10 أغسطس 2019، وُجد ميتًا في زنزانته، وخلص تقرير الطب الشرعي إلى أن الوفاة كانت نتيجة انتحار شنقًا، رغم اعتراض محاميه وانتشار الشكوك العامة حول ملابسات وفاته، مما أدى إلى تداول العديد من نظريات المؤامرة. وبسبب وفاته، أُسقطت جميع التهم الجنائية بحقه في 29 أغسطس 2019.
كان لإبستين علاقة طويلة الأمد مع غيسلين ماكسويل، ابنة النائب البريطاني السابق روبرت ماكسويل، والتي أُدينت عام 2021 بتهم اتحادية أمريكية تتعلق بالاتجار الجنسي والتآمر لمساعدته في استدراج فتيات قاصرات، من بينهن فتاة في الرابعة عشرة من عمرها، للاعتداء الجنسي والدعارة.

## النشأة
وُلد جيفري إبستين في 20 يناير 1953 في حي بروكلين بمدينة نيويورك. كان والداه، بولين "باولا" ستولوفيسكي (1918–2004) وسيمور جورج إبستين (1916–1991)، من أصول يهودية، وتزوّجا في عام 1952، قبل فترة وجيزة من ولادته. عملت والدته باولا كمساعدة في مدرسة وكانت أيضًا ربة منزل. وبحسب صديق طفولة سابق لإبستين، فقد كانت "أماً رائعة وربة منزل متميزة، رغم أنها كانت تعمل بدوام كامل". أما والده سيمور، فكان يعمل بستانيًا ومشرفًا على المساحات الخضراء لدى إدارة الحدائق والترفيه بمدينة نيويورك.
كان جيفري الابن الأكبر بين شقيقين، وقد نشأ مع شقيقه مارك في حي سي غيت، وهو مجتمع سكني مسوَّر من الطبقة العاملة في منطقة كوني آيلاند ببروكلين. كان والدا جيفري يطلقان عليه لقب "بير"، في حين كان شقيقه مارك يُعرف بـ"باغي". وقد وصفهم الجيران بأنهم "أناس لطفاء للغاية، من ألطف ما يكون".
التحق إبستين بالمدارس العامة في المنطقة، فبدأ بمدرسة "بي إس 188"، ثم انتقل إلى مدرسة "مارك توين" الإعدادية القريبة، وكان عادةً ما يجني المال من خلال تقديم الدروس الخصوصية لزملائه. ووصفه معارفه بأنه كان "لطيفًا وسخيًا"، وإن كان "هادئًا ومهووسًا بالدراسة"، وكان يُلقب بـ"إبي". وقالت صديقة له لاحقًا: "كان فتى عاديًا، ذكي جدًا في الرياضيات، ممتلئ الجسم قليلًا، ذو نمش، وكان دائم الابتسام".
في عام 1967، التحق إبستين بالبرنامج الصيفي الوطني للموسيقى في مركز إنترلوكن للفنون. وكان قد بدأ العزف على البيانو في سن الخامسة، واعتبره أصدقاؤه موهوبًا في الموسيقى. تخرّج في عام 1969 من مدرسة لافاييت الثانوية عن عمر 16 عامًا، بعد أن قفز صفين دراسيين. وفي العام نفسه، التحق بدورات رياضيات متقدمة في كلية كوبر يونيون، قبل أن يغيّر المؤسسة التعليمية التي يدرس فيها في عام 1971. وبدءًا من سبتمبر 1971، التحق بمعهد كورانت لعلوم الرياضيات في جامعة نيويورك، حيث درس الفيزيولوجيا الرياضية، لكنه غادر في يونيو 1974 دون أن يحصل على شهادة.

## المسيرة المهنية

### التدريس
بدأ جيفري إبستين العمل في سن الحادية والعشرين في سبتمبر 1974 مدرسًا لمادتي الفيزياء والرياضيات للمراهقين في مدرسة دالتون، الواقعة في الجانب الشرقي العلوي من مانهاتن. وكان دونالد بار، الذي شغل منصب مدير المدرسة حتى يونيو 1974، معروفًا بقيامه بتعيينات غير تقليدية خلال فترة إدارته، رغم أن دوره المباشر في توظيف إبستين غير واضح. وقد بدأ إبستين التدريس في المدرسة بعد ثلاثة أشهر من مغادرة بار، رغم أنه لم يكن يحمل المؤهلات الأكاديمية المطلوبة.
وبحسب شهادة أحد الطلاب السابقين، فقد أبدى إبستين سلوكًا غير لائق تجاه طالبات قاصرات، حيث كان يوليهن اهتمامًا مفرطًا، بل وشارك في إحدى الحفلات التي كان يشرب فيها شبان قاصرون الكحول. كما أفاد طلاب سابقون آخرون أنهم شاهدوه يتودد لطالبات المدرسة بشكل متكرر.
وخلال فترة عمله في المدرسة، تعرّف إبستين إلى آلان غرينبرغ، المدير التنفيذي لشركة "بير ستيرنز"، حيث كان ابنه وابنته من طلاب المدرسة. وأشارت لين كوبل، ابنة غرينبرغ، إلى أن إبستين استغل اجتماعًا بين أولياء الأمور والمعلمين لإقناع أحد أولياء الأمور الآخرين بالدفاع عنه أمام غرينبرغ. وفي يونيو 1976، تم فصل إبستين من مدرسة دالتون بسبب "أداء ضعيف"، وفقًا لما ورد في عدة تقارير، ليعرض عليه غرينبرغ لاحقًا وظيفة في شركة بير ستيرنز.

### القطاع المصرفي
التحق جيفري إبستين بشركة بير ستيرنز في عام 1976 بوظيفة مساعد مبتدئ لتاجر أسهم في قاعة التداول. وسرعان ما ترقّى ليصبح متداولًا في عقود الخيارات، ثم عمل في قسم المنتجات الخاصة، قبل أن ينتقل إلى تقديم المشورة لأثرياء عملاء البنك—ومن بينهم رئيس شركة سيغرام، إدغار برونفمان—حول استراتيجيات تقليل الضرائب.
وقد أشاد جيمي كاين، الذي أصبح لاحقًا المدير التنفيذي للشركة، بمهارات إبستين في التعامل مع العملاء الأثرياء وفهمه العميق للمنتجات المالية المعقدة. وفي عام 1980، وبعد أربع سنوات فقط من انضمامه للشركة، أصبح إبستين شريكًا محدودًا فيها.
لكن في عام 1981، طُلب من إبستين مغادرة بير ستيرنز، وذلك بسبب ارتكابه ما وصفه في شهادة قانونية لاحقة بأنه "انتهاك للائحة D"، وهي لائحة تنظيمية تتعلق بعروض الأوراق المالية. ورغم خروجه المفاجئ من الشركة، ظل على علاقة وثيقة بكل من كاين وغرينبرغ، كما بقي عميلًا لدى بير ستيرنز حتى انهيارها في عام 2008.

### الاستشارات المالية
في أغسطس 1981، أسّس جيفري إبستين شركته الخاصة للاستشارات، باسم "مجموعة الأصول العالمية" ، والتي كانت تقدم خدماتها للعملاء في مجال استعادة الأموال المسروقة من قبل سماسرة ومحامين محتالين. وقد وصف إبستين عمله آنذاك بأنه أشبه بـ"صائد جوائز" رفيع المستوى. وأخبر أصدقاءه بأنه كان يعمل أحيانًا كمستشار لحكومات أو لأثرياء بارزين من أجل استرجاع أموال منهوبة، بينما كان يعمل في أحيان أخرى لصالح عملاء كانوا هم أنفسهم قد استولوا على تلك الأموال بطرق غير قانونية.
ومن بين عملائه الأثرياء في تلك الفترة كانت الممثلة الإسبانية ووريثة الثروة آنا أوبريغون، التي ساعدها إبستين في عام 1982 على استرداد ملايين الدولارات التي خسرها والدها في استثمارات تبخرت بعد انهيار شركة درايسديل للأوراق المالية الحكومية بسبب فضيحة احتيال مالي.
كما زعم إبستين أمام عدد من معارفه في تلك الفترة أنه كان يعمل كـ"عميل استخبارات". وفي ثمانينيات القرن الماضي، كان بحوزته جواز سفر نمساوي يحمل صورته، لكنه صادر باسم مزور، ويُظهر أن محل إقامته هو المملكة العربية السعودية.
وفي عام 2017، أفاد "مسؤول كبير سابق في البيت الأبيض" أن ألكسندر أكوستا، المدعي العام الأمريكي للمنطقة الجنوبية من فلوريدا والذي تعامل مع قضية إبستين الجنائية عام 2008، قال لأعضاء فريق الانتقال الرئاسي لدونالد ترامب: "قيل لي إن إبستين يتبع لأجهزة الاستخبارات، وطُلب مني أن أترك الموضوع... هذا يتجاوز درجتي الوظيفية."
وفي هذه الفترة، كان من بين عملاء إبستين رجل الأعمال السعودي عدنان خاشقجي، الذي لعب دور الوسيط في صفقات نقل أسلحة أمريكية من إسرائيل إلى إيران في إطار فضيحة "إيران–كونترا" خلال الثمانينيات. وكان خاشقجي واحدًا من عدة متعاقدين في مجال الدفاع عرفهم إبستين. وفي منتصف الثمانينيات، سافر إبستين مرارًا بين الولايات المتحدة وأوروبا وجنوب غرب آسيا. وأثناء وجوده في لندن، التقى برجل الأعمال ستيفن هوفنبرغ، بعد أن تعرّف إليه من خلال دوغلاس ليز، وهو متعاقد دفاعي، وجون ميتشل، النائب العام الأمريكي الأسبق.

### شركة تاورز فاينانشل
في عام 1987، عيّن ستيفن هوفنبرغ جيفري إبستين مستشارًا في شركة تاورز فاينانشل كوربوريشن — وهي شركة لتحصيل الديون (ولا علاقة لها بالشركة التي تأسست بالاسم نفسه عام 1998 وتم الاستحواذ عليها لاحقًا من قبل Old National Bancorp في 2014). كانت تاورز فاينانشل تشتري الديون المستحقة للمستشفيات والبنوك وشركات الاتصالات.
قام هوفنبرغ بتوفير مكتب لإبستين في فيلارد هاوسز في مانهاتن، وكان يدفع له 25,000 دولار شهريًا مقابل خدماته الاستشارية (ما يعادل نحو 69,000 دولار في عام 2024).
بعدها، أعاد هوفنبرغ وإبستين تشكيل نفسيهما كـ"مُغيرين شركات" (Corporate Raiders)، مستخدمين تاورز فاينانشل كأداة لتنفيذ صفقات استحواذ عدائية. وكان أول المهام التي كلّف بها إبستين هي محاولة الاستحواذ على شركة بان أميركان وورلد إيرويز عام 1987، لكنها فشلت. وفي العام التالي، 1988، باءت بالفشل أيضًا محاولة مماثلة للاستحواذ على شركة إيمري إير فريت كورب. خلال هذه الفترة، عمل هوفنبرغ وإبستين بشكل وثيق، وكانا يسافران معًا على متن الطائرة الخاصة لهوفنبرغ.
في عام 1993، انهارت شركة تاورز فاينانشل بعد أن كُشف أنها كانت واحدة من أكبر مخططات بونزي في تاريخ الولايات المتحدة، حيث خسر المستثمرون أكثر من 450 مليون دولار أمريكي (ما يعادل نحو 979.5 مليون دولار بأسعار عام 2024). ووفقًا لوثائق المحكمة، زعم هوفنبرغ أن إبستين كان متورطًا بشكل مباشر في هذه العملية الاحتيالية.
لكن إبستين كان قد غادر الشركة بحلول عام 1989، ولم يُوجَّه إليه أي اتهام رسمي بالتورط في الاحتيال المالي الهائل. كما لا يُعرف ما إذا كان قد حصل على أي أموال منهوبة من مخطط بونزي الخاص بشركة تاورز.

### شركة إدارة مالية
في عام 1988، بينما كان جيفري إبستين لا يزال يعمل كمستشار مع ستيفن هوفنبرغ، أسّس شركته الخاصة لإدارة الأموال تحت اسم J. Epstein & Company. ووفقًا لما قاله إبستين، فقد أنشأ هذه الشركة لإدارة أصول العملاء الذين تتجاوز ثرواتهم الصافية مليار دولار أمريكي، رغم أن بعض المراقبين شككوا في مدى التزامه بهذا الشرط الحصري.
وكان الملياردير الوحيد المعروف علنًا من بين عملائه هو ليزلي ويكسنر، رئيس مجلس الإدارة والرئيس التنفيذي لشركة L Brands (التي كانت تُعرف سابقًا باسم The Limited, Inc.)، المالكة لعلامة فيكتوريا سيكريت.
في عام 1986، تعرّف إبستين على ويكسنر من خلال أصدقاء مشتركين، هما رجل التأمين روبرت مايستر وزوجته، وذلك في بالم بيتش. وبعد عام، أصبح إبستين المستشار المالي لويكسنر ويده اليمنى في إدارة شؤونه. وخلال أقل من عام، كان قد نظّم الشؤون المالية المعقدة الخاصة بويكسنر.
وفي يوليو 1991، منح ويكسنر إبستين تفويضًا قانونيًا كاملاً لإدارة شؤونه، ما أتاح له توظيف الأشخاص، وتوقيع الشيكات، وشراء وبيع الممتلكات، واقتراض الأموال، واتخاذ قرارات قانونية ملزمة نيابةً عن ويكسنر. أشرف إبستين على إدارة ثروة ويكسنر وعدد من مشاريعه، من بينها بناء يخته الفاخر "ذا ليميتلس".
بحلول عام 1995، أصبح إبستين عضوًا في مجلس إدارة مؤسسة ويكسنر ومؤسسة ويكسنر هيريتج. كما شغل منصب رئيس شركة ويكسنر العقارية، التي طوّرت جزءًا من بلدة نيو ألباني خارج كولومبوس في ولاية أوهايو، حيث كان يقيم ويكسنر. وحقق إبستين أرباحًا بملايين الدولارات من خلال إدارة الشؤون المالية لويكسنر، رغم أنه لم يكن موظفًا رسميًا في شركة L Brands. ومع ذلك، كان يتواصل بانتظام مع كبار التنفيذيين في الشركة، ويحضر عروض أزياء فيكتوريا سيكريت، ويستضيف العارضات في منزله بنيويورك، كما ساعد بعضهن في الحصول على فرص عمل داخل الشركة.
في عام 1996، غيّر إبستين اسم شركته إلى شركة ترست المالية، ونقل مقرها إلى جزيرة سانت توماس في جزر العذراء الأمريكية من أجل الاستفادة من الامتيازات الضريبية. وبفضل هذا الانتقال، تمكن من تقليص ضرائبه الفيدرالية على الدخل بنسبة تصل إلى 90%. وقد عملت جزر العذراء الأمريكية بمثابة ملاذ ضريبي خارجي، وفي الوقت نفسه كانت جزءًا من النظام المصرفي الأمريكي.

### الأنشطة الإعلامية
في عام 2003، تقدّم جيفري إبستين بعرضٍ لشراء مجلة نيويورك. وكان من بين المتنافسين الآخرين رجل الإعلانات دوني دويتش، والمستثمر نيلسون بيلتز، وقطب الإعلام وناشر صحيفة نيويورك ديلي نيوز مورتيمر زوكرمان، ومنتج الأفلام هارفي وينستين. وفي نهاية المطاف، فاز بالصفقة بروس واسرشتاين، وهو مصرفي استثماري مخضرم في وول ستريت، ودفع مبلغًا قدره 55 مليون دولار أمريكي.
وفي عام 2004، التزم إبستين وزوكرمان بتقديم ما يصل إلى 25 مليون دولار أمريكي لتمويل مجلة رادار، وهي مجلة تهتم بالمشاهير والثقافة الشعبية أسسها الصحفي ماير روشان. وكان إبستين وزوكرمان شريكين متساويين في المشروع، بينما احتفظ روشان، بصفته رئيس التحرير، بحصة صغيرة من الملكية. لكن المجلة توقفت عن النشر الورقي بعد ثلاثة أعداد فقط، وتحولت إلى النشر الرقمي الحصري.

### شركة "ليكويد فندينغ"
شغل جيفري إبستين منصب رئيس شركة "ليكويد فندينغ المحدودة" بين عامي 2000 و2007. وكانت الشركة من أوائل الشركات التي طورت أدوات مالية جديدة في سوق "اتفاقات إعادة الشراء" (الريبو)، وهو سوق يقوم فيه المقرضون بإعطاء أموال للمقترضين مقابل ضمانات من الأوراق المالية، والتي يتعهد المقترض بإعادة شرائها لاحقًا بسعر محدد.
وكان الابتكار الأساسي للشركة، وغيرها من الشركات المماثلة في تلك الفترة، هو استخدام رهونات عقارية تجارية وسكنية عالية التصنيف مجمعة داخل أدوات مالية معقدة بدلًا من الأسهم والسندات التقليدية كضمانات.
كانت شركة "بير ستيرنز" تمتلك في البداية 40٪ من "ليكويد فندينغ". ومن خلال دعم وكالات التصنيف الائتماني مثل "ستاندرد آند بورز"، و"فيتش"، و"موديز"، تمكّنت الشركة من إصدار هذه الأدوات المالية المركبة بعد حصولها على تصنيفات ائتمانية من الدرجة الممتازة (AAA).
لكن لاحقًا، تسبّب انهيار هذه الأدوات المالية بسبب التصنيفات غير الدقيقة في انهيار بنك بير ستيرنز في مارس 2008، وهو ما كان أحد العوامل الرئيسية التي أطلقت شرارة الأزمة المالية العالمية لعام 2008، وتبعها الركود الاقتصادي الكبير. ولو كانت شركة "ليكويد فندينغ" لا تزال تحتفظ بكميات كبيرة من هذه الأوراق المالية كضمانات، لكانت تعرّضت لخسائر مالية جسيمة.

## تسجيلات الفيديو
قام جيفري إبستين بتركيب كاميرات خفية في أماكن متعددة داخل ممتلكاته، يُعتقد أنها استُخدمت لتسجيل نشاطات جنسية مع فتيات قاصرات وشخصيات بارزة، لأغراض إجرامية مثل الابتزاز. ذكرت غيلاين ماكسويل (رفيقة إبستين وصديقته المقربة لسنوات) لصديقة لها أن جزيرته الخاصة في جزر العذراء الأمريكية كانت موصولة بالكامل بكاميرات فيديو، وقد اعتقدت تلك الصديقة أن ماكسويل وإبستين كانا يصوران كل من يتواجد في الجزيرة كنوع من التأمين الوقائي.
وفي عام 2006، وأثناء مداهمة الشرطة لمنزل إبستين في بالم بيتش، عثر على كاميرتين مخفيتين داخل المنزل. كما أفادت تقارير أخرى أن قصر إبستين في نيويورك كان مجهزًا بالكامل بنظام مراقبة بالفيديو، رغم أن هذه المعلومة لم يتم التحقق منها بشكل قاطع.
أشارت ماريا فارمر وهي فنانة عملت لدى إبستين عام 1996 إلى أن إبستين عرض عليها غرفة وسائط داخل قصره في نيويورك، كان بداخلها أشخاص يراقبون لقطات الكاميرات المثبتة في أنحاء المنزل. وكانت الغرفة تُدخل من باب مخفي، وقالت ماريا: "كان هناك رجال جالسون هنا، ونظرت إلى الشاشات، فرأيت مرحاضًا، مرحاضًا، سريرًا، سريرًا، مرحاضًا، سريرًا."
وأضافت: "كان من الواضح جدًا أنهم يراقبون لحظات خاصة."
ويُزعم أن إبستين كان "يعير" فتيات لشخصيات نافذة ليتقرّب إليهم، وربما لجمع معلومات تصلح للابتزاز. ووفقًا لوزارة العدل الأمريكية، كان إبستين يحتفظ بأقراص مدمجة مؤمّنة داخل خزنة في قصره بنيويورك، وعليها ملصقات مكتوبة بخط اليد تتضمن أوصافًا مثل: "الفتاة [الاسم] + [الاسم]".
وفي عام 2018، لمح إبستين إلى امتلاكه لمواد تصلح للابتزاز، حين قال لمراسل من نيويورك تايمز (خارج إطار التسجيل) إنه يمتلك "فضائح" عن أشخاص نافذين، بما في ذلك معلومات عن ميولهم الجنسية وتعاطيهم للمخدرات الترفيهية.

## المشاكل القانونية

### القضية الأولى
في مارس 2005، اتصلت امرأة بقسم شرطة بالم بيتش في فلوريدا وزعمت أن ابنة زوجها البالغة من العمر 14 عامًا قد أخذتها فتاة أكبر منها إلى قصر إبستين. أثناء وجودها هناك، زُعم أنها حصلت على 300 دولار من أجل جلسة مساج لإبستين وتدليكه. ويُزعم أنها خلعت ملابسها، لكنها غادرت اللقاء وهي ترتدي ملابسها الداخلية. بدأت شرطة بالم بيتش تحقيقًا سريًا لمدة ثلاثة عشر شهرًا عن إبستين، بما في ذلك تفتيش منزله. أثناء التحقيق، اتهم رئيس شرطة بالم بيتش، مايكل رايتر، علنًا المدعي العام لمقاطعة بالم بيتش، باري كريشر، بالتساهل الشديد وطلب المساعدة من مكتب التحقيقات الفيدرالي.
ثم انخرط مكتب التحقيقات الفيدرالي. وفي وقت لاحق، زعمت الشرطة أن إبستين دفع أموالاً للعديد من الفتيات للقيام بأفعال جنسية معه. يُزعم أن المقابلات مع خمسة ضحايا مزعومين وسبعة عشر شاهدًا تحت القسم، ونسخة من المدرسة الثانوية وأشياء أخرى تم العثور عليها في سلة المهملات ومنزل إبستين، أظهرت أن بعض الفتيات المتورطات كن تحت سن 18 عامًا، وأصغرهن 14 عامًا، والعديد منهن أقل من 16 عامًا. عثر من منزل إبستين على كاميرتين مخفيتين وعدد كبير من صور الفتيات في جميع أنحاء المنزل، وقد أجرت الشرطة مقابلات مع بعضهن أثناء التحقيق. وبحسب ما ورد قامت أدريانا روس، عارضة الأزياء السابقة من بولندا والتي أصبحت مساعدة لإبستين، بإزالة محركات الحاسوب والمعدات الإلكترونية الأخرى من قصر إبستين في فلوريدا قبل أن تقوم شرطة بالم بيتش بتفتيش المنزل كجزء من تحقيقاتها من اجل إخفاء الأدلة.
وقال موظف سابق للشرطة إن إبستاين كان يتلقى جلسات تدليك ثلاث مرات في اليوم. في نهاية المطاف، قام مكتب التحقيقات الفيدرالي بتجميع تقارير عن "34 قاصرًا مؤكدًا" مؤهلين للحصول على التعويض (زاد إلى أربعين في اتفاقية عدم الملاحقة القضائية) والتي تضمنت ادعاءاتهم بالاعتداء الجنسي من قبل إبستين تفاصيل مؤيدة. ادعت الصحفية الاستقصائية "جولي ك. براون" في عام 2018 في صحيفة ميامي هيرالد بأن ضحايا إبستين وصلوا إلى ثمانين ضحية وعثرت على حوالي ستين منهم. تضمنت تفاصيل التحقيق مزاعم بأنه تم نقل ثلاثة توائم يبلغون من العمر 12 عامًا جواً من فرنسا بمناسبة عيد ميلاد إبستين، وتم إعادتهم في اليوم التالي بعد تعرضهم للاعتداء الجنسي من قبله. زُعم أنه تم جلب فتيات صغيرات من البرازيل ودول أخرى في أمريكا الجنوبية ودول الاتحاد السوفيتي السابق وأوروبا. كانت وكالة "MC2" لعارضات الازياء التابعة لجان لوك برونيل تمد إبستين بالفتيات الصغيرات ايضا.
في مايو 2006، قدمت شرطة بالم بيتش إفادة خطية عن سبب محتمل تقول إنه يجب اتهام إبستين بأربع تهم بممارسة الجنس غير القانوني مع قاصرين وتهمة واحدة تتعلق بالاعتداء الجنسي في 27 يوليو 2006، ألقي القبض على إبستاين من قبل قسم شرطة بالم بيتش بجناتي تدبير قاصر لممارسة الدعارة واستدراج عاهرة. تم حجزه في سجن مقاطعة بالم بيتش ثم أطلق سراحه بكفالة قدرها 3000 دولار. قام المدعي العام للولاية كريشر في وقت لاحق بتشكيل هيئة محلفين كبرى في مقاطعة بالم بيتش، والتي كانت تتم عادةً فقط في قضايا الإعدام. قدمت هيئة المحلفين الكبرى أدلة من ضحيتين فقط، وأعادت تهمة واحدة هي جناية التحريض على الدعارة، والتي دفع إبستين بأنه غير مذنب في أغسطس 2006. وكان من بين محامي الدفاع عن إبستين روي بلاك، وجيرالد ليفكورت، وأستاذ كلية الحقوق بجامعة هارفارد آلان ديرشوفيتز، والمدعي العام للولايات المتحدة السابق. المحامي العام كين ستار.

#### اتفاقية عدم الملاحقة القضائية (2006-2008)
في يوليو 2006، بدأ مكتب التحقيقات الفيدرالي تحقيقاته الخاصة مع إبستين، والتي أطلق عليها اسم "عملية السنة الكبيسة". أدى ذلك إلى لائحة اتهام مكونة من 53 صفحة في يونيو 2007. وافق ألكسندر أكوستا، المدعي العام الأمريكي للمنطقة الجنوبية من فلوريدا، على صفقة الإقرار بالذنب، والتي ساعد آلان ديرشوفيتز في التفاوض بشأنها، لمنح الحصانة من جميع التهم الجنائية الفيدرالية لإبستين.، إلى جانب أربعة من المتآمرين المذكورين وأي "متآمرين محتملين" لم يتم ذكر أسمائهم. وفقًا لصحيفة ميامي هيرالد، فإن اتفاقية عدم الملاحقة القضائية "أغلقت بشكل أساسي تحقيقًا مستمرًا لمكتب التحقيقات الفيدرالي حول ما إذا كان هناك المزيد من الضحايا وغيرهم من الأشخاص من أصحاب النفوذ الذين شاركوا في جرائم إبستين الجنسية". وفي ذلك الوقت، أوقف هذا التحقيق وأغلقت لائحة الاتهام. وقالت صحيفة ميامي هيرالد: "وافق أكوستا، على الرغم من وجود قانون اتحادي ينص على خلاف ذلك، على إبقاء الصفقة بعيدة عن الضحايا".
قال أكوستا في وقت لاحق إنه عرض صفقة اعتراف متساهلة لأنه قيل له أن إبستين له صلات بالمخابرات الامريكية، وأنه صاحب نفوذ ويجب عليه أن بتركه وشأنه. وافق إبستين على الاعتراف بالذنب في محكمة ولاية فلوريدا في تهمتين تتعلقان بالدعارة، وقضى ثمانية عشر شهرًا في السجن، وسجل كمجرم جنسي، ودفع تعويضات لثلاثين ضحية حددهم مكتب التحقيقات الفيدرالي.
ووجد قاض اتحادي في وقت لاحق أن المدعين انتهكوا حقوق الضحايا من خلال إخفاء الاتفاق عن الضحايا وحثهم بدلا من ذلك على "الصبر". وفقًا لمراجعة داخلية أجراها مكتب المسؤولية المهنية التابع لوزارة العدل، والتي صدرت في نوفمبر 2020، أظهر أكوستا "سوء الحكم" في منح إبستين اتفاقية عدم الملاحقة القضائية وفشل في إخطار ضحايا إبستين المزعومين بالاتفاقية.

#### الإدانة والحكم (2008-2011)
في 30 يونيو 2008، بعد أن اعترف إبستاين بالذنب في تهمة إغراء فتاة دون سن 18 عامًا لممارسة الدعارة، حُكم عليه بالسجن ثمانية عشر شهرًا. في حين يتم إرسال معظم مرتكبي الجرائم الجنسية المدانين في فلوريدا إلى سجن الولاية، تم إيواء إبستاين بدلاً من ذلك في جناح خاص في سجن مقاطعة بالم بيتش، ووفقًا لمكتب الشريف، سُمح له بمغادرة السجن بعد 3 أشهر ونصف. بتصريح عمل لمدة تصل إلى اثنتي عشرة ساعة يوميًا، ستة أيام في الأسبوع. وهذا يتعارض مع سياسات الشريف الخاصة التي تتطلب عقوبة قصوى متبقية مدتها عشرة أشهر وجعل مرتكبي الجرائم الجنسية غير مؤهلين للحصول على هذا الامتياز. وسُمح له بالحضور والخروج خارج ساعات الإفراج المحددة.
قضى إبستين ما يقرب من ثلاثة عشر شهرًا قبل إطلاق سراحه في 22 يوليو 2009، لمدة عام تحت المراقبة مع الإقامة الجبرية حتى أغسطس 2010. أثناء وجوده تحت المراقبة، سُمح له بالعديد من الرحلات على متن طائرة الشركة الخاصة به إلى مقر إقامته في مانهاتن وجزر فيرجن الأمريكية. سُمح له برحلات تسوق طويلة والمشي حول بالم بيتش "لممارسة الرياضة". بعد جلسة استماع متنازع عليها في يناير 2011، والاستئناف، ظل مسجلاً في ولاية نيويورك باعتباره مرتكب جريمة جنسية من "المستوى الثالث" (خطر كبير لتكرار الجريمة)، وهو تصنيف مدى الحياة. وفي تلك الجلسة، جادل المدعي العام لمقاطعة مانهاتن، سايروس فانس جونيور، دون جدوى بضرورة تخفيض المستوى إلى "المستوى الأول" منخفض المخاطر، وقد وبخه القاضي. على الرغم من اعتراض محامي إبستين على أن لديه منزلًا "رئيسيًا" في جزر فيرجن الأمريكية، أكد القاضي أنه يجب عليه شخصيًا مراجعة قسم شرطة نيويورك كل تسعين يومًا. على الرغم من أن إبستين كان مرتكبًا للجرائم الجنسية المسجلة من المستوى الثالث في نيويورك منذ عام 2010، إلا أن إدارة شرطة نيويورك لم تطبق أبدًا لائحة التسعين يومًا، على الرغم من أن عدم الامتثال يعد جناية.

#### ردود الفعل
كانت اتفاقية الحصانة ومعاملة إبستين المتساهلة موضوع نزاع عام مستمر. واتهم قائد شرطة بالم بيتش الولاية بمنحه معاملة تفضيلية، وقالت صحيفة ميامي هيرالد إن المدعي العام الأمريكي أكوستا منح إبستاين "صفقة العمر". بعد اعتقال إبستين في يوليو 2019، بتهم الاتجار بالجنس، استقال أكوستا من منصب وزير العمل اعتبارًا من 19 يوليو 2019.
بعد أن أصبحت الاتهامات الموجهة ضد إبستين علنية، أعاد العديد من الأشخاص والمؤسسات التبرعات التي تلقوها منه، بما في ذلك إليوت سبيتزر، وبيل ريتشاردسون، وإدارة شرطة بالم بيتش. أعلنت جامعة هارفارد أنها لن تعيد أي أموال. كما تم التشكيك أيضًا في التبرعات الخيرية المختلفة التي قدمها إبستين لتمويل تعليم الأطفال.
في 18 يونيو 2010، حُكم على ألفريدو رودريغيز، مدير منزل إبستاين السابق، بالسجن لمدة ثمانية عشر شهرًا بعد إدانته بتهمة عرقلة العدالة لعدم تسليمه للشرطة، ومحاولته بعد ذلك بيع المجلة التي سجل فيها محاكمة إبستاين. أنشطة. قامت العميلة الخاصة لمكتب التحقيقات الفيدرالي كريستينا بريور بمراجعة المواد ووافقت على أنها معلومات "كان من الممكن أن تكون مفيدة للغاية في التحقيق والملاحقة القضائية في القضية، بما في ذلك أسماء ومعلومات الاتصال بالشهود الأساسيين والضحايا الإضافيين".

### القضايا المدنية
جين دو ضد إبستين (2008)
في 6 فبراير 2008، رفعت امرأة مجهولة من فيرجينيا، تُعرف باسم جين دو رقم 2، دعوى مدنية بقيمة 50 مليون دولار في المحكمة الفيدرالية ضد إبستين، قائلة إنها عندما كانت قاصرًا تبلغ من العمر 16 عامًا في عامي 2004 و2005، تم "جلبها لتدليك إبستين". تدعي أنها نُقلت إلى قصره، وتعرى ومارس الجنس معها، ودفع لها 200 دولار بعد ذلك مباشرة. وقد تم رفع دعوى مماثلة بقيمة 50 مليون دولار في مارس 2008 من قبل امرأة أخرى، مثلها نفس المحامي. تم رفض هذه والعديد من الدعاوى القضائية المماثلة. تمت تسوية جميع الدعاوى القضائية الأخرى من قبل إبستين خارج المحكمة. أجرى إبستين العديد من التسويات خارج المحكمة مع الضحايا المزعومين.
حقوق الضحايا: جين دو ضد الولايات المتحدة (2014)
في 30 ديسمبر 2014، تم رفع دعوى مدنية فيدرالية في فلوريدا من قبل جين دو 1 وجين دو 2 ضد الولايات المتحدة بسبب انتهاكات قانون حقوق ضحايا الجريمة من قبل وكالة الشرطة الوطنية التابعة لوزارة العدل الأمريكية مع إبستاين واعترافه المحدود بالولاية في عام 2008. كانت هناك محاولة لاحقة غير ناجحة لإضافة فيرجينيا روبرتس (جين دو 3) وامرأة أخرى (جين دو 4) كمدعين في هذه القضية. واتهمت الإضافة آلان ديرشوفيتز بالاعتداء الجنسي على قاصر، جين دو 3، التي قام بجلبها إبستين. قام القاضي بشطب الادعاءات ضد ديرشوفيتز وإزالها من القضية لأنه قال إنها خارج نطاق الدعوى لإعادة فتح اتفاق الإقرار بالذنب. وتزعم وثيقة مقدمة إلى المحكمة أن إبستين كان يدير "شبكة اعتداءات جنسية"، وقام بجلب فتيات قاصرات "لسياسيين أمريكيين بارزين، ومدراء أعمال ذوي نفوذ، ورؤساء أجانب، ورئيس وزراء معروف، وغيرهم من قادة العالم".
هذه الدعوى القضائية التي طال أمدها ما زالت قيد النظر في المحكمة الفيدرالية، وتهدف إلى إلغاء اتفاق الإقرار بالذنب الفيدرالي على أساس أنه ينتهك حقوق الضحايا. في 7 أبريل 2015، حكم القاضي كينيث مارا بأن الادعاءات التي قدمتها الضحية المزعومة فيرجينيا روبرتس ضد الأمير أندرو ليس لها أي تأثير على الدعوى القضائية التي رفعها الضحايا المزعومون الذين يسعون إلى إعادة فتح اتفاقية الإقرار بعدم المقاضاة مع إبستين مع الحكومة الفيدرالية؛ وأمر القاضي بشطب هذا الادعاء من السجل. ولم يصدر القاضي مارا أي حكم بشأن ما إذا كانت ادعاءات روبرتس صحيحة أم خاطئة. على الرغم من أنه لم يسمح لجين دو 3 و4 بالانضمام إلى الدعوى، إلا أن مارا قال على وجه التحديد إن روبرتس قد يقدم أدلة لاحقًا عندما تصل القضية إلى المحكمة.
في 21 فبراير 2019، في قضية جين دو ٢ ضد الولايات المتحدة، قال كينيث مارا، كبير قضاة المحكمة الجزئية الأمريكية للمنطقة الجنوبية من فلوريدا، إن المدعين الفيدراليين انتهكوا القانون من خلال عدم إخطار الضحايا قبل أن يسمحوا له بصفقة الإقرار ويقر بأنه مذنب في جريمتين فقط في فلوريدا. وترك القاضي الباب مفتوحًا حول سبل الانصاف الممكنة.
فيرجينيا جيوفري ضد إبستين (2015)
في دعوى قضائية أمام محكمة فلوريدا في ديسمبر/كانون الأول 2014، قدمها برادلي إدواردز وبول جي كاسيل، بهدف إدراجها في الدعوى القضائية المتعلقة بقانون حقوق ضحايا الجرائم، زعمت فيرجينيا جيوفري (المعروفة آنذاك باسم فيرجينيا روبرتس) في إفادة خطية خطية أنها في سن 17 عامًا، تعرضت للاعتداء الجنسي. تم الاتجار بها من قبل إبستين وغيسلين ماكسويل لاستخدامهما الخاص وللاستخدام من قبل العديد من الآخرين، بما في ذلك الأمير أندرو وأستاذ القانون المتقاعد في جامعة هارفارد آلان ديرشوفيتز. زعمت جيوفري أيضًا أن إبستين وماكسويل وآخرين اعتدوا عليها جسديًا وجنسيًا. وزعمت أن مكتب التحقيقات الفيدرالي ربما يكون متورطًا في عملية تستر. وقالت إنها استخدمت كعبدة جنسية لإبستاين من عام 1999 إلى عام 2002، وقامت بتجنيد فتيات قاصرات أخريات. نفى كل من الأمير أندرو وإيبستاين وديرشوفيتز ممارسة الجنس مع جيوفري. اتخذ ديرشوفيتز إجراءات قانونية بشأن هذه المزاعم.
رفعت جيوفري دعوى تشهير ضد ديرشوفيتز، مدعيةً أنه أدلى عمدًا "بتصريحات تشهيرية كاذبة وخبيثة" عنها. نُشرت على الإنترنت مذكرات يُزعم أنها تخص جوفري. دخل إبستين في تسوية خارج المحكمة مع جيوفري، كما فعل في العديد من الدعاوى القضائية الأخرى. في عام 2019، أجرت قناة بانوراما على قناة بي بي سي مقابلة مع جيوفري حيث واصلت إثبات أن إبستين قام بجلبها إلى الأمير أندرو. وناشدت البريطانيين مباشرة قائلة: "أناشد الناس في المملكة المتحدة أن يقفوا بجانبي، لمساعدتي في خوض هذه المعركة، وعدم قبول هذا الأمر على أنه أمر جيد". ولم يتم اثبات هذه الاتهامات في أي محكمة قانونية.
فيرجينيا جيوفري ضد غيسلين ماكسويل (2015)
نتيجة لادعاءات جيوفري وتعليقات ماكسويل عنها، رفعت جيوفري دعوى قضائية ضد ماكسويل بتهمة التشهير في سبتمبر 2015. وبعد الكثير من المواجهة القانونية، تمت تسوية القضية تحت الختم في مايو 2017. تقدمت صحيفة ميامي هيرالد ووسائل إعلام أخرى وألان ديرشوفيتز بطلب للحصول على وثائق حول التسوية كشفت. وبعد أن رفض القاضي طلبهم، تم استئناف الأمر أمام محكمة الاستئناف الأمريكية للدائرة الثانية.
في 11 مارس 2019، في الاستئناف المقدم على رفض قاضي المقاطعة الكشف عن المستندات المتعلقة بتسوية التشهير لعام 2017 في قضية جيوفري ضد ماكسويل، منحت محكمة الدائرة الثانية الأطراف أسبوعًا واحدًا لتقديم سبب وجيه لسبب وجوب بقائهم تحت الختم. ، والتي بدونها سيتم فتحها في 19 مارس 2019. وفي وقت لاحق أمرت المحكمة بكشف هذه الوثائق بعد تنقيحها لحماية الأطراف الأبرياء.
في شهادة جيوفري، زعمت أن ماكسويل "أمرتها" بتقديم جلسات تدليك وممارسة أنشطة جنسية مع الأمير أندرو؛ جان لوك برونيل؛ جلين دوبين؛ مارفن مينسكي؛ الحاكم بيل ريتشاردسون؛ أمير آخر لم يذكر اسمه؛ ورئيس أجنبي لم يذكر اسمه؛ "رئيس وزراء معروف"؛ ومالك سلسلة فنادق لم يذكر اسمه من فرنسا، من بين آخرين. لا تدعي الإفادة أن أيًا من هؤلاء الرجال تعامل بالفعل مع جيوفري، ولم يتم توجيه الاتهام إلى أي من هؤلاء الرجال أو مقاضاتهم بارتكاب جرائم جنسية ذات صلة. شهدت جيوفري: "حياتي كلها كانت تدور حول إرضاء هؤلاء الرجال وإبقاء ماكسويل وجيفري سعيدين. حياتهم كلها كانت تدور حول الجنس."
في 9 أغسطس، قبل أقل من أربع وعشرين ساعة من وفاة إبستين، تم الإفراج عن 2000 صفحة من الوثائق المختومة مسبقًا من القضية. سيتم تحليل مجموعتين من الوثائق المختومة الإضافية من قبل قاض اتحادي لتحديد ما إذا كان ينبغي نشرها للعامة أيضًا. وطلب "جون دو" من القاضي في 3 سبتمبر/أيلول إبقاء الوثائق سرية بشكل دائم، مدعيا أن "الادعاءات غير المثبتة بسوء التصرف" يمكن أن تضر بسمعته، رغم أنه ليس لديه دليل على أن اسمه مدرج في القائمة.
جين دو ضد إبستاين وترامب (2016)

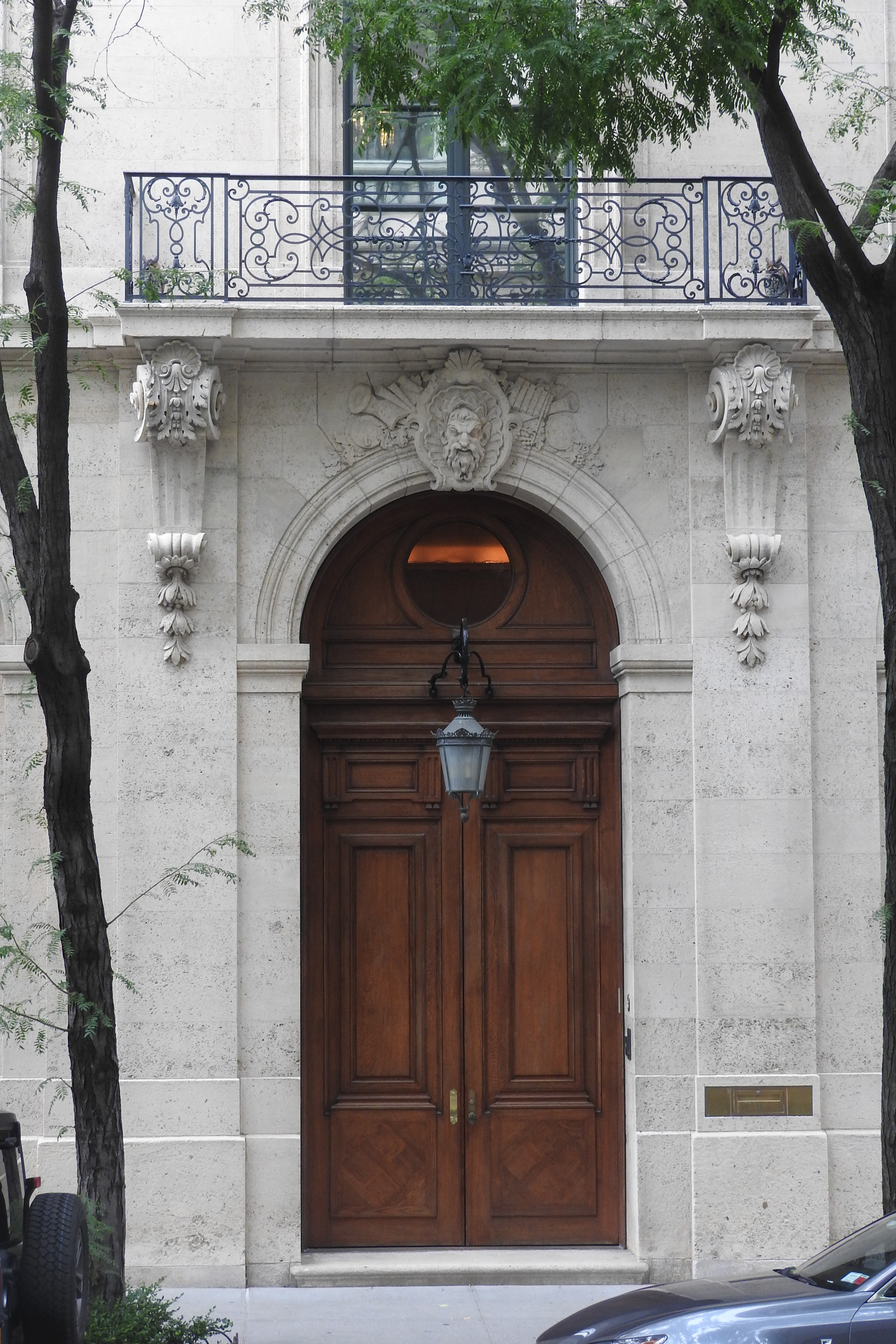
مدخل أحد قصور جيفري إبستين حيث وُجّهت إليه تهمة الاتجار الجنسي بالقاصرات في هذا القصر الواقع في العنوان 9 إيست شارع 71، مانهاتن.

في أبريل 2016، رُفعت دعوى قضائية فيدرالية في ولاية كاليفورنيا ضد جيفري إبستين ودونالد ترامب من قِبل امرأة من كاليفورنيا، زعمت فيها أن الرجلين اعتديا عليها جنسيًا خلال سلسلة من الحفلات في مقر إقامة إبستين في مانهاتن عام 1994، عندما كانت تبلغ من العمر 13 عامًا. وقد رفض قاضٍ فيدرالي الدعوى في مايو 2016، بحجة أنها لم تُقدِّم مزاعم صالحة بموجب القانون الفيدرالي. لاحقًا، أعادت المرأة تقديم دعوى فيدرالية جديدة في نيويورك في يونيو 2016، لكنها سُحبت بعد ثلاثة أشهر، على ما يبدو دون أن تُقدَّم رسميًا إلى المُدّعى عليهما. ثم قُدِّمت دعوى فيدرالية ثالثة في نيويورك في سبتمبر 2016.
تضمنت الدعوتان الأخيرتان إفادتين خطيتين من شاهدين مجهولي الهوية: أحدهما أكد أنه كان يعمل لصالح إبستين في استدراج الفتيات القاصرات له، والآخر أفاد بأن المُدعية أخبرته/أخبرتها بتفاصيل الاعتداءات في وقت حدوثها. كانت من المقرر أن تعقد المُدعية التي قدمت الشكوى باسم مستعار هو "جين دو" مؤتمرًا صحفيًا في لوس أنجلوس قبل ستة أيام من الانتخابات الأمريكية عام 2016، لكنها ألغت الحدث فجأة. وصرحت محاميتها ليزا بلوم أن موكلتها تلقت تهديدات. وفي 4 نوفمبر 2016، تم إسقاط الدعوى. من جانبه، أنكر آلان غارتن، محامي دونالد ترامب، صحة المزاعم، بينما رفض إبستين التعليق.
سارة رانسوم ضد إبستاين وماكسويل (2017)
في عام 2017، رفعت سارة رانسوم دعوى قضائية ضد جيفري إبستين وغيلين ماكسويل، زاعمةً أن ماكسويل قد وظّفتها لتقديم جلسات تدليك لإبستين، ثم هدّدتها لاحقًا بإيذائها جسديًا أو تدمير مستقبلها المهني إذا لم تستجب لمطالبهما الجنسية، سواء في قصره بمدينة نيويورك أو في جزيرته الكاريبية الخاصة "ليتل سانت جيمس". وقد تمت تسوية الدعوى في عام 2018 بشروط لم يُكشف عنها..
برادلي إدواردز ضد إبستين (2018)
رُفعت دعوى مدنية في ولاية فلوريدا ضد جيفري إبستين من قبل المحامي برادلي إدواردز، وكان من المقرر أن تبدأ المحاكمة في ديسمبر 2018. وكانت هذه المحاكمة تُعد فرصة أولى للضحايا لعرض اتهاماتهم علنًا. ومع ذلك، تم التوصل إلى تسوية في اليوم الأول من المحاكمة، حيث قدّم إبستين اعتذارًا علنيًا لإدواردز؛ بينما بقيت الشروط الأخرى للتسوية سرية.
ماريا فارمر ضد إبستين وماكسويل (2019)
في 16 أبريل 2019، أعلنت ماريا فارمر عن نفسها وقدمت إفادة خطية تحت القسم في محكمة فدرالية في نيويورك، زاعمة أنها وشقيقتها آني، التي كانت تبلغ من العمر 15 عامًا آنذاك، تعرضتا للاعتداء الجنسي من قبل إبستين وماكسويل في أماكن منفصلة عام 1996. التقت فارمر بإبستين وماكسويل في معرض تخرجها الفني في أكاديمية نيويورك للفنون عام 1995. في صيف 1996، قام الاثنان بتوظيفها للعمل على مشروع فني في قصر ليزلي ويكسنر في أوهايو، حيث تعرضت هناك للاعتداء الجنسي.
أبلغت فارمر عن الحادثة لإدارة شرطة مدينة نيويورك ومكتب التحقيقات الفيدرالي. كما ذكرت في إفادتها أن إبستين قام خلال نفس الصيف بنقل شقيقتها التي كانت تبلغ من العمر 15 عامًا حينها إلى ممتلكاته في نيو مكسيكو، حيث تعرضت هناك هي الأخرى للاعتداء الجنسي من قبل إبستين وماكسويل على طاولة تدليك.
تشير إفادات فارمر إلى أنها تعرضت للاحتجاز القسري بعد الاعتداء ولم يُسمح لها بالمغادرة إلا بعد وصول والدها. كما تؤكد أن السلطات لم تتخذ أي إجراء بشأن بلاغها في ذلك الوقت، وأن معاناتها الصحية والنفسية تفاقمت لاحقًا نتيجة هذه الأحداث.
جينيفر أراوز ضد إبستاين وماكسويل (2019)
في 22 يوليو 2019، وأثناء وجود جيفري إبستين في السجن بانتظار محاكمته، تم تسليمه عريضة تتعلق بدعوى مدنية قائمة في ولاية نيويورك رفعتها جينيفر أراوز. وذكرت أراوز أن أحد معاوني إبستين استدرجها عندما كانت في الرابعة عشرة من عمرها خارج مدرسة "تالنت أنليميتد الثانوية"، وتمت عملية تهيئتها تدريجيًا (تهيئة نفسية وتدريجية يتبعها الجاني لكسب ثقة الضحية) على مدار أكثر من عام قبل أن يغتصبها إبستين في قصره بمدينة نيويورك عندما بلغت الخامسة عشرة.
رفعت أراوز دعواها القضائية في 14 أغسطس 2019، تزامنًا مع تعديل قانون ولاية نيويورك، الذي سمح للبالغين من الناجين من الاعتداء الجنسي أثناء الطفولة برفع دعاوى قضائية عن الانتهاكات السابقة، بغض النظر عن المدة الزمنية التي مضت على وقوعها. وفي أكتوبر 2019، قامت أراوز بتعديل شكواها لتشمل أكثر من عشرين كيانًا تجاريًا مرتبطًا بإبستين، كما أدرجت اسمي ليسلي غروف وسيمبرلي إسبينوزا ضمن الأفراد الذين مكّنوه من ارتكاب انتهاكاته.
كاتلين دو، وآخرون. ضد ملكية إبستاين (2019)
في 20 أغسطس 2019، رفعت ثلاث نساء (كاتلين دو، ليزا دو، وبريسيلا دو) دعوى قضائية ضد تركة جيفري إبستين. كانت اثنتان من النساء في السابعة عشرة من العمر والأخرى في العشرين عندما التقين بإبستين. تدّعي النساء أنه تم تجنيدهن، وخضعن لأفعال جنسية غير مرغوبة، وتم التحكم بهن من قبل إبستين و"مؤسسة واسعة" من المتآمرين المشاركين.
جين دو ضد ملكية إبستاين (2019)
أعلنت مُدعية في نيويورك، تُعرف فقط باسم "جين دو"، عن دعوى قضائية فيدرالية ضد ممتلكات إبستين في المنطقة الجنوبية من نيويورك بتاريخ 18 سبتمبر 2019، مُشيرة إلى أنها تم تجنيدها في عام 2002 وتعرضت للاعتداء الجنسي من قِبل إبستين لمدة ثلاث سنوات بدءًا من عمر 14 عامًا.
تيريزا هيلم، وآخرون. ضد ملكية إبستاين (2019)
رفعت خمس نساء (تيريزا هيلم، وآني فارمر، وماريا فارمر، وجولييت براينت، وامرأة مجهولة الهوية)، يمثلهن ديفيد بويز، دعوى قضائية ضد ملكية إبستين في محكمة المقاطعة الفيدرالية في مانهاتن في نوفمبر 2019، متهمة إياه بالاغتصاب والضرب والحبس والسعي إلى ذلك. أضرار غير محددة.
جين دو 15 ضد ملكية إبستاين (2019)
في 18 نوفمبر 2019، ظهرت امرأة تُدعى جين دو رقم 15 علنًا مع محاميتها غلوريا ألريد لتعلن أنها ترفع دعوى قضائية ضد ملكية جيفري إبستاين في المحكمة الجزئية للمنطقة الجنوبية من نيويورك، بدعوى أنه م الاتجار بها، والاعتداء عليها جنسيًا في عام 2004، عندما كان عمرها 15 عامًا.
تيلا ديفيز ضد ملكية إبستاين (2019)
في 21 نوفمبر 2019، ظهرت تيلا ديفيز مع محاميتها غلوريا ألريد وأعلنت رفعها دعوى قضائية في محكمة مانهاتن الفيدرالية ضد ملكية إبستين. وذكر ديفيز أنه بعد لقائه بإبستين في عام 2002، اعتدى عليها جنسيًا وتاجر بها في نيويورك ونيو مكسيكو وفلوريدا وجزر فيرجن وفرنسا.
جين دوز 1-9 ضد ملكية إبستين (2019)
في 3 ديسمبر 2019، رفع المحامي جوردان ميرسون دعوى قضائية في نيويورك نيابة عن تسعة متهمين مجهولين (جين دوز 1–9) وضد ممتلكات إبستين بتهمة الضرب والاعتداء. يعود تاريخ المطالبات إلى الفترة من عام 1985 حتى العقد الأول من القرن الحادي والعشرين، وتشمل أفرادًا كانوا في سن 13 و14 و15 عامًا عندما واجهوا إبستين لأول مرة.
جي. جي. دو ضد ملكية إبستاين (2019)
تم رفع الدعوى من قبل برادلي إدواردز نيابة عن موكله في أواخر ديسمبر 2019. ووُصفت المتهمة، جيه جيه دو، بأنها كانت تبلغ من العمر 14 عامًا وتقيم في مقاطعة بالم بيتش في الوقت الذي اعتدى عليها إبستين في عام 2004.
جزر فيرجن الأمريكية ضد ملكية إبستاين، وآخرون. (2020)
تم رفع دعوى قضائية في المحكمة العليا لجزر فيرجن الأمريكية في يناير 2020 تزعم أن إبستين أدار مؤامرة للاتجار بالجنس لأكثر من عقدين من الزمن، حتى عام 2018، مع أطفال لا تتجاوز أعمارهم 11 عامًا في جزر إبستين الكاريبية. بالنسبة الى المدعي العام دينيس جورج، تم إخفاء أنشطته الإجرامية المزعومة في الجزر من خلال شبكة معقدة من الشركات.
جين دو ضد ملكية ماكسويل وإبستين (2020)
في يناير 2020، تم رفع دعوى قضائية ضد ماكسويل وإبستاين زاعمين أنهما قاما بإستدراج طالبة موسيقى تبلغ من العمر 13 عامًا في مركز إنترلوشين للفنون في عام 1994 من اجل الاعتداء الجنسي. تنص الدعوى على أن جين دو تعرضت لاعتداءات جنسية متكررة من قبل إبستين على مدى أربع سنوات وأن ماكسويل لعبت دورًا رئيسيًا في الاستدراج والمشاركة في الاعتداءات.
جين دوز ضد ملكية إبستاين (2020)
في أغسطس 2020، رفعت تسعة مدعيات مجهولات الهوية دعوى تتهم فيها إبستين بالاعتداء الجنسي. ومن بين الضحايا المزعومين في الدعوى القضائية طفل يبلغ من العمر 11 و13 عامًا وضحية زعمت تعرضها للانتهاكات في عام 1975.
جين دو ضد ملكية إبستاين (2020)
في أغسطس 2020، رفعت جين دو دعوى قضائية ضد إبستين متهمة إياه بالاعتداء عليها جنسيًا لأكثر من عام، بدءًا من عندما كانت في الثامنة عشرة من عمرها.
جين دو ضد ملكية إبستين (2021)
تم رفع دعوى مدنية ضد ملكية إبستين في مارس 2021 من قبل امرأة من مقاطعة بروارد اتهمت إبستين وماكسويل بالاتجار بها بعد اغتصابها بشكل متكرر في فلوريدا في عام 2008.
حكومة جزر فيرجن الأمريكية ضد بنك جيه بي مورجان تشيس، إن إيه (2022)
رفعت الحكومة الأمريكية دعوى قضائية ضد بنك جي بي مورغان تشيس في عام 2022، زاعمة أن البنك "سهل وادعم وأخفى شبكة الاتجار بالبشر التي يديرها جيفري إبستين". زعمت دعوى جماعية ذات صلة أن البنك ساعد في هيكلة عمليات سحب إبستين لمبالغ نقدية كبيرة.

### القضية الجنائية الثانية

#### اتهامات بالاتجار بالجنس
في 6 يوليو 2019، ألقي القبض على إبستاين من قبل فرقة العمل المعنية بالجرائم ضد الأطفال التابعة لمكتب التحقيقات الفيدرالي وشرطة نيويورك في مطار تيتربورو في نيوجيرسي بتهم الاتجار بالجنس. تم سجنه في مركز متروبوليتان الإصلاحي في مدينة نيويورك. وفقًا لشهود ومصادر في يوم اعتقاله، قام حوالي عشرة من عملاء مكتب التحقيقات الفيدرالي بفتح باب منزله في مانهاتن بالقوة، بأوامر تفتيش. أدى تفتيش منزله إلى العثور على أدلة على الاتجار بالجنس، كما عثر على "مئات - وربما الآلاف - من الصور الجنسية لإناث عاريات كليًا - أو جزئيًا -". وتم التأكد من أن بعض الصور تعود لإناث قاصرات. في خزانة مقفلة، تم العثور على أقراص مضغوطة تحتوي على فديوهات جنسية فاضحة بإسامي بعض الضحايا.
تم العثور أيضًا في الخزانة على 70 ألف دولار نقدًا، وثمانية وأربعين ماسة، وجواز سفر نمساوي مزور، انتهت صلاحيته في عام 1987، وكان يحمل صورة إبستين ولكن باسم آخر. كان جواز السفر يحتوي على العديد من أختام الدخول والخروج، بما في ذلك طوابع الدخول التي توضح استخدام جواز السفر لدخول فرنسا وإسبانيا والمملكة المتحدة في الثمانينيات.
في 8 يوليو، اتهمه المدعون في وحدة الفساد العام في المنطقة الجنوبية من نيويورك بالاتجار بالجنس والتآمر لتهريب قاصرين لممارسة الجنس. تزعم لائحة الاتهام التي وجهتها هيئة المحلفين الكبرى أنه تم إحضار "العشرات" من الفتيات القاصرات إلى قصور إبستين لممارسة الجنس. كان على القاضي كينيث مارا أن يقرر ما إذا كان يجب أن تظل اتفاقية عدم الملاحقة القضائية التي تحمي إبستين من التهم الأكثر خطورة قائمة.
طلب إبستين إطلاق سراحه بكفالة، وعرض دفع 100 مليون دولار بشرط أن يخضع أيضًا للإقامة الجبرية في قصره بمدينة نيويورك. رفض قاضي المقاطعة الأمريكية ريتشارد إم بيرمان الطلب في 18 يوليو، قائلاً إن إبستين يشكل خطراً على العامة وخطراً جسيماً بالفرار لتجنب الملاحقة القضائية. في 29 أغسطس 2019، بعد تسعة عشر يومًا من العثور على إبستين ميتًا في زنزانته بالسجن، أغلق القاضي بيرمان القضية المرفوعة ضد إبستين. وذكر المدعون أنهم سيواصلون التحقيق مع المتآمرين المحتملين.

### التحقيق في فرنسا
في 23 أغسطس 2019، فتح مكتب المدعي العام في باريس، فرنسا، تحقيقًا أوليًا في قضية إبستين. ويجري التحقيق معه بتهمة الاغتصاب والاعتداء الجنسي  على قاصرين تقل أعمارهم عن 15 عامًا وأكثر، والاشتراك في عصابة إجرامية بهدف ارتكاب جرائم، والاشتراك مع مجرمين بهدف ارتكاب جرائم. وقال ممثلو الادعاء إن الهدف من التحقيق هو العثور على جرائم محتملة ارتكبت في فرنسا وأماكن أخرى ضد مواطنين فرنسيين.

## وفاته
في 23 يوليو 2019، عُثر على إبستاين مصابًا وشبه فاقد للوعي عند الساعة 1:30 صباحًا على أرضية زنزانته، مع وجود علامات حول رقبته. تم استجواب زميله في الزنزانة، ضابط شرطة مدينة نيويورك السابق نيكولاس تارتاجليون، الذي كان في ذلك الوقت ينتظر المحاكمة بأربع تهم بالقتل، حول حالة إبستين. ونفى أن يكون له أي علم بما حدث. ويشتبه موظفو الإصلاحية في محاولته الانتحار، لكنهم لم يستبعدوا احتمال أن يكون ذلك مدبرًا أو أنه تعرض للاعتداء من قبل نزيل آخر. حسب مصادر قناة ان بي سي نيوز، إن إبستين ربما حاول شنق نفسه، وقال ثالث إن الإصابات لم تكن خطيرة ويمكن أن تكون مدبرة، وقال مصدر رابع إنه لم يتم استبعاد اعتداء زميله في الزنزانة. وبعد تلك الحادثة تم وضعه تحت المراقبة المخصصة "للاشخاص ذوي الميول الانتحارية". وبعد ستة أيام، في 29 يوليو 2019، تم إخراج إبستين من المراقبة ووضعه في وحدة سكنية خاصة مع نزيل آخر. وقال مقربون من إبستين إنه كان في "معنويات جيدة".
عندما تم وضع إبستين في وحدة سكنية خاصة، أبلغ السجن وزارة العدل أنه سيكون لديه زميل في الزنزانة، وأن الحارس سيفحص الزنزانة كل ثلاثين دقيقة. ولم يتم اتباع هذه الإجراءات ليلة وفاته. في 9 أغسطس 2019، نُقل زميل إبستين في الزنزانة، لكن لم يحل محله أحد. في وقت لاحق من المساء، خلافًا لإجراءات السجن العادية، لم يتم فحص إبستين كل ثلاثين دقيقة. نام الحارسان المكلفان بتفقد وحدة سجنه في تلك الليلة ولم يتفقداه لمدة ثلاث ساعات تقريبًا؛ وقام الحراس بتزوير السجلات ذات الصلة. كما تعطلت كاميرتان أمام زنزانة إبستين في تلك الليلة.
تم العثور على إبستين ميتًا في زنزانته في مركز متروبوليتان الإصلاحي (MCC) في مدينة نيويورك الساعة 6:30 صباحًا بتوقيت شرق الولايات المتحدة في 10 أغسطس 2019. وقال مكتب السجون إن إجراءات إنقاذ الحياة بدأت فور اكتشاف جثة إبستين. وتم استدعاء المسعفين ونقله إلى المستشفى. في 10 أغسطس 2019، وصف مكتب السجون والمدعي العام الأمريكي ويليام بار الوفاة بأنها انتحار واضح، على الرغم من عدم اتخاذ قرار نهائي. انتقد تقرير التحقيق الذي أجراه المفتش العام التابع لوزارة العدل الأمريكية، والذي صدر في 27 يونيو 2023، مسؤولي السجن بسبب "الإهمال وسوء السلوك والفشل الصريح في الأداء الوظيفي" فيما يتعلق بسجن إبستين ووفاته. كما دحضت القول بأن ما حدث ليس سوى انتحار.

### تشريح الجثة

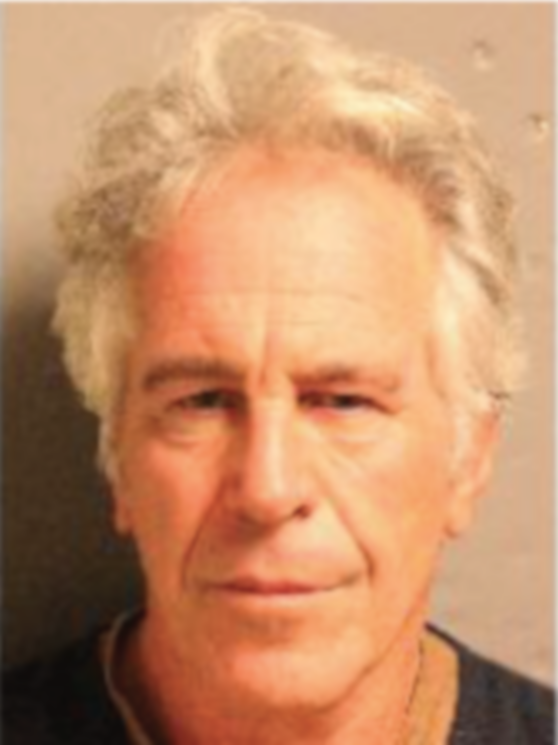
آخر صورة لجيفري إبستين عام 2019 قبل التوقيف الأخير.

في 11 أغسطس 2019 تم تشريح الجثة. ويبدو من المرجح أن إبستين قد ألقى بنفسه بعنف من السرير العلوي للزنزانة، وهو ما يفسر الأضرار التي لحقت به، بخلاف الخنق. ووجدت النتيجة الأولية لتشريح الجثة أن إبستين أصيب بكسور متعددة في عظام رقبته. من بين العظام المكسورة في رقبة إبستين كانت العظمة اللامية. يمكن أن تحدث مثل هذه الكسور في العظم اللامي عند أولئك الذين يشنقون أنفسهم، لكنها أكثر شيوعًا عند ضحايا القتل عن طريق الخنق. وجدت دراسة أجريت عام 2010 أن اللامي مكسور في 25% من حالات الشنق. وجدت دراسة أكبر أجريت في الفترة من 2010 إلى 2016 تلفًا في اللامية في 16 حالة فقط من أصل 264 حالة، أو ستة بالمائة، من حالات الشنق. تصبح كسور العظام اللامية أكثر شيوعًا مع تقدم العمر، حيث تصبح العظام أكثر هشاشة. وأشار عالم الطب الشرعي سيريل ويشت إلى أن التعليق بالميل إلى الأمام لن يؤدي إلى كسر في عظام العنق.
في 16 أغسطس 2019، قضت باربرا سامبسون، الطبية الشرعيى في مدينة نيويورك، بأن وفاة إبستين كانت انتحارًا. ووفقًا لمحامي دفاع إبستين، لم تر سامبسون سوى تسع دقائق من اللقطات من إحدى الكاميرات الأمنية لمساعدتها في الوصول إلى استنتاجها. لم يكن محامو الدفاع عن إبستين راضين عن استنتاجات سامبسون وكانوا يجرون تحقيقاتهم المستقلة في سبب وفاة إبستين، بما في ذلك اتخاذ إجراءات قانونية، إذا لزم الأمر، لمشاهدة لقطات الكاميرا المحورية بالقرب من زنزانته أثناء ليلة وفاته. . قال محامو إبستاين إن الأدلة المتعلقة بوفاة إبستين كانت "أكثر اتساقًا" مع جريمة القتل من الانتحار. وقد قام مايكل بادن، وهو أخصائي علم الأمراض المستقل الذي عينته عائلة إبستاين، بمراقبة تشريح الجثة. في أكتوبر 2019، قال بادن إن إبستاين تعرض لعدد من الإصابات - من بينها كسر في عظمة رقبته - وهي "غير عادية للغاية في عمليات الشنق الانتحارية ويمكن أن تحدث بشكل أكثر شيوعًا في حالات الخنق بالقتل". وذكر بادن أنه يعتقد أن الأدلة تشير إلى القتل وليس الانتحار.

### الوصية الأخيرة
في 18 أغسطس 2019، أُفيد بأن جيفري إبستين وقّع على وصيته الأخيرة في 8 أغسطس من العام نفسه، أي بعد أسبوعين من العثور عليه مصابًا في زنزانته، ويومين فقط قبل وفاته. حتى ذلك الوقت، كان إبستين يودع أموالًا في حسابات مقصف السجن الخاصة ببعض النزلاء الآخرين لتجنّب التعرض للاعتداء. وقد شهد على توقيع الوصية محاميان يعرفانه شخصيًا، ونصّت الوصية على تعيين اثنين من موظفيه القدامى كمنفذين لها، كما قامت بتحويل جميع أصوله، إضافة إلى أي ممتلكات تبقى في تركته، إلى صندوق ائتماني. في 18 أغسطس 2019، أفيد أن جيفري إبستاين قد وقع وصيته الأخيرة وشهادته في 8 أغسطس 2019، بعد أسبوعين من العثور عليه مصابًا في زنزانته وقبل يومين من وفاته. حتى هذا الوقت، كان إبستين يودع الأموال في حسابات لسجناء الآخرين لتجنب التعرض لأي هجوم. وشهد توقيع الوصية اثنان من المحامين الذين عرفوه. قامت الوصية بتسمية اثنين من الموظفين القدامى كمنفذين، وتم على الفور إهداء جميع أصوله وأي أصول متبقية في ممتلكاته إلى صندوق ائتماني.

### الدفن
عقب الانتهاء من تشريح الجثة، تسلّم شقيقه مارك جثمان جيفري إبستين.. وفي الخامس من سبتمبر عام 2019، وُوري الثرى في قبر غير مميز بمحاذاة قبري والديه في مقبرة "آي. جي. موريس ستار أوف ديفيد" بمدينة بالم بيتش بولاية فلوريدا. جرى أيضًا إزالة أسماء والديه من شاهدة القبر لتجنّب تعرّض القبور للتخريب.

## التحقيقات
أمر المدعي العام الأمريكي ويليام بار بإجراء تحقيقين منفصلين في وفاة جيفري إبستين أثناء احتجازه في السجن الفيدرالي، معربًا عن صدمته من الحادث. بعد يومين، أشار بار إلى وجود "مخالفات خطيرة" في تعامل السجن مع إبستين، مؤكدًا أن هناك مساءلة قادمة.

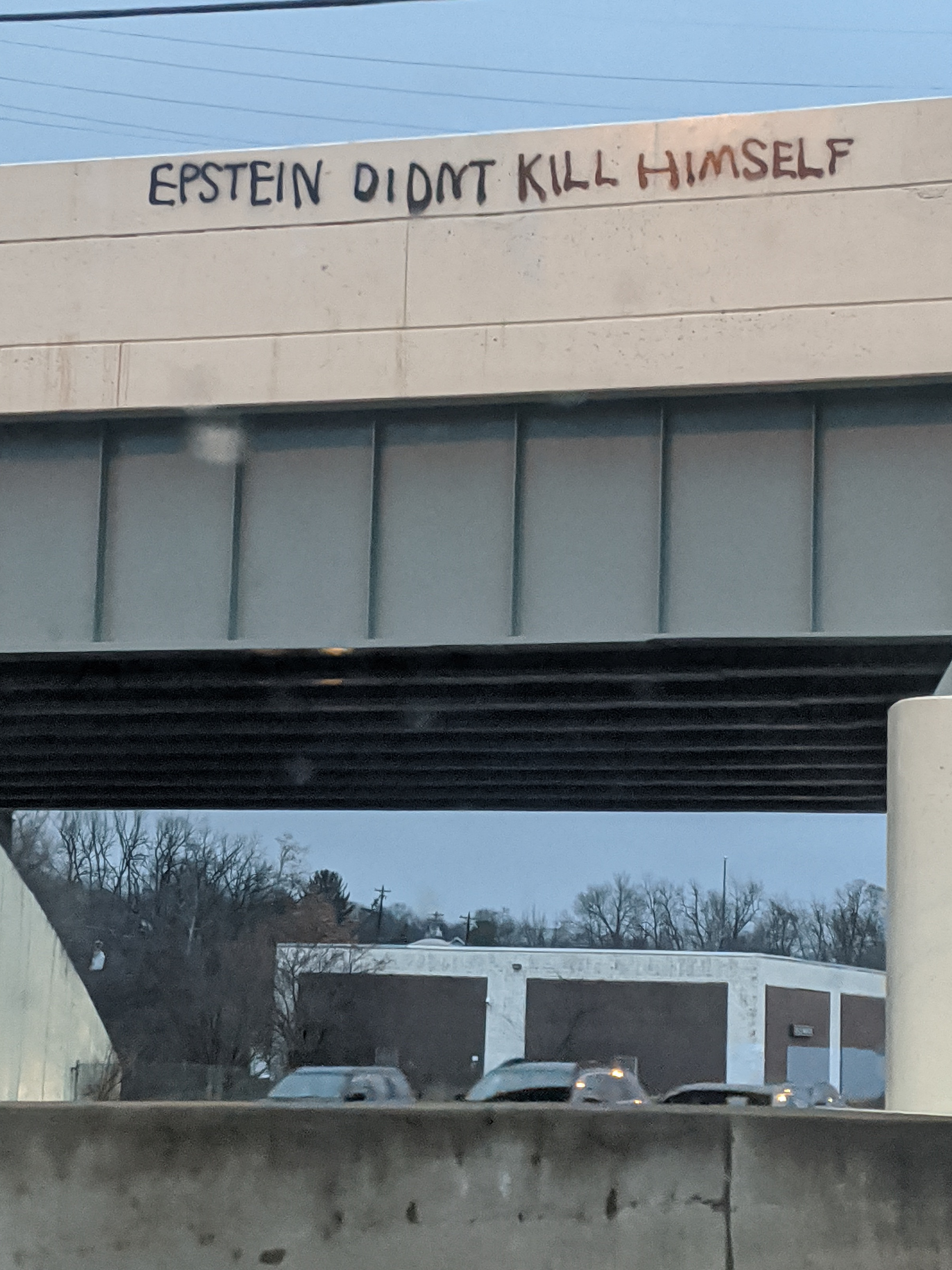
كتابة بخط اليد تتضمن عبارة (إبستين لم يقتل نفسه) على جسر علوي فوق الطريق السريع 71 في مدينة سينسيناتي.

في 14 أغسطس 2019، كتب القاضي الفيدرالي ريتشارد إم. بيرمان، الذي كان يشرف على قضية إبستين الجنائية، إلى مدير مركز الاحتجاز متسائلًا عما إذا كان التحقيق في انتحار إبستين سيتضمن فحصًا لإصاباته السابقة في 23 يوليو. أشار القاضي إلى أنه لم يتم تقديم تفسير نهائي بشأن تلك الحادثة.
صرح إي. أو. يونغ، رئيس مجلس نقابات السجون الوطنية، بأن السجون "لا يمكنها أبدًا منع أي شخص مصمم على الانتحار". بين عامي 2010 و2016، انتحر حوالي 124 سجينًا أثناء احتجازهم الفيدرالي. في مركز الاحتجاز في مانهاتن، كان آخر انتحار معروف في عام 1998. أشار يونغ إلى أن الكاميرات منتشرة في المنشأة، لكنه لا يعتقد أن داخل الزنزانات كان ضمن نطاقها. وأضاف أن المسؤولين النقابيين كانوا يثيرون مخاوف بشأن نقص الموظفين، حيث فرضت إدارة ترامب تجميدًا للتوظيف وخفضًا في الميزانية على مكتب السجون الفيدرالي، مما أدى إلى هذه المشكلات.
قالت سيرين غريغ، رئيسة الاتحاد الأمريكي لموظفي الحكومة المحلي 3148، إن مركز الاحتجاز يعمل بأقل من 70% من عدد الضباط المطلوبين، مما أجبر العديد منهم على العمل لساعات إضافية إلزامية تصل إلى 60-70 ساعة أسبوعيًا. في شهادته السابقة أمام الكونغرس، اعترف المدعي العام بار بأن مكتب السجون يعاني من نقص في الموظفين يتراوح بين 4000 إلى 5000 موظف.
طلب محامو إبستين من القاضي بيرمان التحقيق في وفاة موكلهم، مدعين أنهم يمكنهم تقديم أدلة تشير إلى أن الحادث كان "أقرب إلى الاعتداء" منه إلى الانتحار. بعد أسبوع من توقيعه على وصيته النهائية، تم الإبلاغ عن أن إحدى الكاميرات في الممر خارج زنزانة إبستين كانت تحتوي على لقطات غير صالحة للاستخدام، رغم أن لقطات أخرى صالحة تم تسجيلها في المنطقة. تم إرسال كاميرتين تعطلت أمام زنزانة إبستين إلى مختبر الجريمة التابع لمكتب التحقيقات الفيدرالي للفحص. استدعى المدّعون الفيدراليون ما يصل إلى عشرين موظف إصلاحية للاستجواب بشأن سبب وفاة جيفري إبستين.
في 19 نوفمبر 2019، وجه المدعون الفيدراليون في نيويورك تهمًا إلى حراس مركز الاحتجاز مايكل توماس وتوفا نويل بإنشاء سجلات مزيفة والتآمر، بعد أن كشفت لقطات الفيديو التي حصل عليها المدعون أن إبستين لم يتم التحقق منه لمدة ثماني ساعات قبل العثور عليه ميتًا. في 22 مايو 2021، اعترف الحارسان بتزوير السجلات، لكن تم تجنيبهما من السجن بموجب اتفاق مع المدعين الفيدراليين. كجزء من اتفاقية الملاحقة المؤجلة، في 25 مايو، أقر الضابطان بالذنب في تزوير السجلات والتآمر للاحتيال على الولايات المتحدة. تم الحكم عليهما بالإفراج تحت الإشراف لمدة ستة أشهر وإلزامهما بأداء 100 ساعة من الخدمة المجتمعية.
في 19 ديسمبر 2023، أمرت القاضية الفيدرالية لوريتا بريسك بالكشف عن قائمة تضم أكثر من 170 من شركاء إبستين في 1 يناير 2024. كان أمام أي شخص في القائمة حتى 1 يناير لتقديم استئناف لإزالة اسمه.

## في الثقافة العامة
أصبحت وفاة جيفري إبستين موضوعًا مثيرًا للجدل والنقاش العام، حيث انتشرت مزاعم بأنها لم تكن انتحارًا بل جريمة قتل، وتحولت هذه الفكرة إلى ميم شائع عبر الإنترنت. عملت شبكة إتش بي أو على إنتاج سلسلة محدودة تتناول حياة إبستين ووفاته، بإخراج وإنتاج تنفيذي من آدم مكاي. كما طورت شركة "سوني بيكتشرز تيليفجن" سلسلة قصيرة أخرى مستوحاة من حياته. في الحلقة الختامية للموسم الرابع من مسلسل "ذا غود فايت" الذي يُعرض على شبكة CBS، كانت وفاة إبستين محور الحبكة الدرامية.
في مايو 2020، عُرض على منصة نتفليكس المسلسل الوثائقي "جيفري إبستين: ثري وفاسد"، وفي أغسطس من نفس العام، بثّت قناة "لايف تايم" الوثائقي "النجاة من جيفري إبستين"، الذي تناول شهادات عدد من الضحايا.
وفي الأول من يوليو 2020، وُضع تمثال ساخر لإبستين أمام مبنى بلدية ألبوكيركي بولاية نيومكسيكو، كنوع من التعليق السياسي الساخر على الجدل حول إزالة تماثيل قادة الكونفدرالية. كما ظهر مقطع مصوّر لترامب وإبستين في حفلة أقيمت عام 1992 في منتجع مارالاغو ضمن أحداث فيلم السخرية "فيلم بورات اللاحق" الصادر في عام 2020، حيث أُوحي لبورات في الفيلم بفكرة إهداء ابنته المراهقة لأحد المقربين من ترامب، فاختار في البداية مايك بنس، ثم رودي جولياني لاحقًا. وفي جزء آخر من الفيلم، يغيّر أحد أبناء بورات اسمه إلى "جيفري إبستين".

## أشخاص بارزون وردت أسماؤهم في ملفات إبستين
شخصيات سياسية
- بيل كلينتون – الرئيس الأمريكي الأسبق
- دونالد ترامب – الرئيس الأمريكي الحالي
- هيلاري كلينتون – وزيرة الخارجية الأمريكية السابقة
- آل غور – نائب الرئيس الأمريكي الأسبق
- روبرت كينيدي الابن – محامٍ بيئي وشخصية سياسية
- إيهود باراك – رئيس وزراء إسرائيل الأسبق
- بيل ريتشاردسون – حاكم ولاية نيو مكسيكو الأسبق

شخصيات ملكية
- الأمير أندرو، دوق يورك – أحد أفراد العائلة المالكة البريطانية
- سارة فيرغسون – دوقة يورك

شخصيات من عالم الترفيه والإعلام
- ليوناردو دي كابريو – ممثل
- كاميرون دياز – ممثلة
- كيت بلانشيت – ممثلة
- نعومي كامبل – عارضة أزياء
- بروس ويليس – ممثل
- مايكل جاكسون – موسيقي
- ديفيد كوبرفيلد – ساحر
- كيفن سبيسي – ممثل
- كريس تاكر – ممثل كوميدي
- جورج لوكاس – مخرج سينمائي
- أليك بالدوين – ممثل
- ميني درايفر – ممثلة
- ميك جاغر – موسيقي

أكاديميون وعلماء
- ستيفن هوكينغ – عالم فيزياء نظرية
- نعوم تشومسكي – عالم لغويات وناشط سياسي

- مارفن مينسكي – عالم في علم الإدراك

رجال أعمال ومحامون
- ليس ويكسنر – رجل أعمال والرئيس التنفيذي السابق لشركة "إل براندز"
- آلان ديرشوفيتز – محامٍ
- توم بريتزكر – رجل أعمال ومحسن
- غلين دوبين – مدير صندوق تحوّط
- إيفا أندرسون-دوبين – طبيبة وملكة جمال السويد السابقة
- جان-لوك برونيل – وكيل عروض أزياء
- جون كونلي – محقق سابق في شرطة نيويورك وصحفي

آخرون
- فيرجينيا جيوفري – إحدى النساء اللواتي اتهمن إبستين
- غيسلين ماكسويل – شريكة إبستين، وأُدينت في عام 2021
- خوان أليسي – مدير المنزل السابق لدى إبستين
- ألفريدو رودريغيز – خادم سابق لدى إبستين